# Liste der Monuments historiques in Précy-sur-Oise
Die Liste der Monuments historiques in Précy-sur-Oise führt die Monuments historiques in der französischen Gemeinde Précy-sur-Oise auf.

## Liste der Bauwerke
| Bezeichnung              | Beschreibung              | Standort | Kennzeichnung | Schutzstatus | Datum | Bild           |
| ------------------------ | ------------------------- | -------- | ------------- | ------------ | ----- | -------------- |
| Kirche St-Pierre-St-Paul | Erbaut im 13. Jahrhundert | (Lage)   | PA00114820    | Inscrit      | 1950  | weitere Bilder |

## Liste der Objekte
- Monuments historiques (Objekte) in Précy-sur-Oise in der Base Palissy des französischen Kultusministeriums